# Gare de Plaisir - Les Clayes
Gare de Plaisir - Les Clayes vasútállomás Franciaországban, Plaisir településen.

## Vasútvonalak
Az állomást az alábbi vasútvonalak érintik:
- Saint-Cyr-Surdon-vasútvonal

## Kapcsolódó állomások
A vasútállomáshoz az alábbi állomások vannak a legközelebb:
- Gare de Plaisir - Grignon (Gare de Dreux, Gare de Mantes-la-Jolie, Transilien N)
- Gare de Villepreux - Les Clayes (Paris Gare Montparnasse, Transilien N)